# Ornament (música)

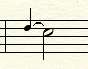
Appoggiatura, ornament musical

En la música, els ornaments són floritures que no són necessàries per al desenvolupament de les línies harmòniques o melòdiques de la música, però que serveixen per decorar o ornamentar aquestes. Molts ornaments són interpretats com a «notes ràpides» al voltant de la nota principal. La quantitat d'ornamentacions d'una peça musical pot variar: des de la seva utilització exhaustiva (com succeïa sovint al Barroc) fins a un ús escàs i inexistent. La paraula agrément (aprovació) és utilitzada específicament per indicar l'estil ornamentatiu del Barroc francès.

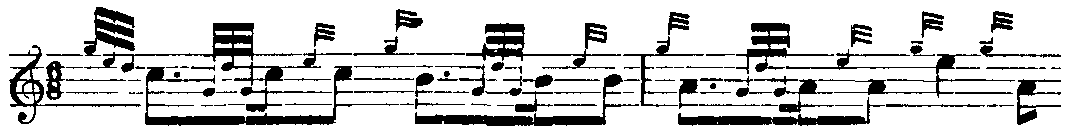
Ornaments propis de l'estil de la cornamusa escocesa, segons una il·lustració apareguda a l'Enciclopèdia britànica del 1911

Al període barroc era freqüent que els intèrprets improvisessin l'ornamentació sobre una melodia donada. Una cantant a una ària da capo, per exemple, normalment cantava una primera vegada la melodia sense gaire ornamentació, però la decorava amb floritures addicionals la segona vegada. L'ornamentació improvisada continua sent part de la tradició musical irlandesa, particularment a l'estil cantat sean nós, però sempre present a la llarga tradició històrica ha estat interpretat pels millors músics.
Amb el temps els teòrics de l'època barroca van començar a establir taules de com s'havia d'interpretar correctament un ornament, amb la qual cosa cada cop més els ornaments estaven definits pels compositors, arribant fins al Segle XX, amb el Jazz i altres estils populars que van imposar de nou la idea d'improvisar les ornamentacions. Actualment són vigents les dues concepcions i depèn molt del compositor si deixa l'ornamentació lliure o es troba predefinida.
Els ornaments poden ser de diversos tipus, segons el compositor o intèrpret que decideixi utilitzar-los. Una sèrie d'ornaments (llistats inferiorment) són indicats amb símbols estàndards de notació musical, mentre que d'altres són explicats a la mateixa partitura amb petites notes al preàmbul o al peu de pàgina. Una nota ornamental és una nota escrita amb una tipografia més petita, ratllada o no, per indicar si el seu valor compta com a part del total del compàs. De la mateixa manera, el terme pot referir-se de forma més general a qualssevol de les notes petites utilitzades com ornament (com en una appoggiatura), o a l'associació d'algunes indicacions ornamentals (com als trinats), independentment del temps utilitzat en la seva execució
A Espanya les ornamentacions van ser anomenades diferenzias i també glosas (Diego Ortiz) al Segle XVI, quan els primers llibres de música per a viola de mà (i viola d'arc en el cas de les glosas) van ser editats.

## Tipus d'ornaments
- Trinat
- Mordent
- Appoggiatura (també anomenat ap. llarga)
- Acciaccatura (també anomenat ap. curta)
- Doble Appoggiatura
- Gruppeto
- Arpeggio (no confondre amb el concepte d'arpegi)
- Trèmolo
- Glissando